# スペシャにチャレンジ 音知連
『スペシャにチャレンジ 音知連』（スペシャにチャレンジ おんちれん）は、スペースシャワーTVで放送されていた音楽クイズ番組。2007年4月5日放送開始。2008年3月27日放送終了。全46回。
また、過去に放送していた、『梁山泊』（音楽クイズ番組）、『熱血!スペシャ中学』の延長線的番組である。

## 番組趣旨とルール
- 音楽の知識をこよなく愛する"音楽貴族"が、毎回とびきりの音楽知識の持ち主（アーティスト）3組を招き、音楽に関するクイズで優勝を争う。
- 点数の単位は"音知"として表しクイズに正解すると獲得できる。正解できなくとも問題内容に関する雑学を発表する「ちなみに音知」は、いとうのお眼鏡にかなえば500音知を獲得することができる。何度でも披露できる為、ここでの頑張りが優勝への最も重要なポイントとなる。次第に問題内容に関係ない解答者のプライベートに関する「ちなみに音知」が発表されるようになるが、いとうが面白ければ音知を獲得できる。ただし、披露された「ちなみに音知」が間違いだった事が番組収録中に確認された場合は減点される。
  - この番組以降、「ちなみに音知」と同様のシステムを採用する番組が出現した。

※「ちなみに音知」システムを採用している番組
  - すくいず!・世界一キモいクイズ（テレビ朝日）
  - 勉強してきましたクイズ ガリベン!（テレビ朝日）
- 優勝チームはいくつか用意された箱の中から1つを選び、そこに入っていた賞品を獲得できる。当初、箱は「音」「知」「連」の3つだったが、あまりにも早い段階で最も豪華な賞品である「マカオ旅行券」が出てしまったため、その後はマカオが出るたびに箱が1つずつ増えていった（最終的は「顔文字」「莉奈様手書きイラスト」を含む5つ）。

## 宴の主催者(司会者)
フリードリッヒ・せいちゃん・Jr (いとうせいこう)
この宴の主催者である"音楽貴族"。スペシャ開局から携わる偉大な人物。
その妻、長崎莉奈
せいちゃんの妻という設定。目が悪い為カンペが見えず、耳打ちで何とか進行する。
ヒントを出す役割を受け持っている。番組開始当初は答え同然のヒントを出してしまう事があった。
ゲストを応援するセクシーポーズをとるコーナーがあるが、毎回大笑いか苦笑である。
メルセデス（声：龍谷修武）
二人に仕える執事であり、問題文を読み上げてくれるナレーター。最初は声だけだったが、現在はスタジオ観覧席後ろの壁の肖像画がメルセデスということになっている。肖像画は口部分が動くようになっている。
オカモト"MOBY"タクヤ（Scoobie Do）
番組の構成スタッフとして参加。第３回以降、観客席に座っている。解答者の「ちなみに」に誤りがあればすかさずハンドマイクで指摘する(自分の分かる範囲)。何事もなく言葉を発さず、時に全く写らないまま番組終了もある。総集編の回では、せいちゃん、長崎と三人で進行している。

## 解答者
|       | 解答者1                                          | 解答者2                                                     | 解答者3                                              |
| ----- | ------------------------------------------------ | ----------------------------------------------------------- | ---------------------------------------------------- |
| 1     | ピエール瀧(電気GROOVE) 吉村由美(PUFFY)           | 鹿野淳 木村綾子                                             | サイトウジュン(YOUR SONG IS GOOD) 浜野謙太(SAKEROCK) |
| 2     | Scoobie Do                                       | BAZRA                                                       | Jackson vibe                                         |
| 3     | 175R                                             | コーヒーカラー                                              | マキシマムザホルモン                                 |
| 4     | RYOJI&THE LAST CHORDS                            | ムック                                                      | nobodyknows+                                         |
| 5     | ランクヘッド                                     | AYUSE KOZUE Y.O.G (Samurai Troops)                          | キャプテンストライダム                               |
| 6     | MCU                                              | POMERANIANS                                                 | 10-FEET                                              |
| 7     | □□□(くちろろ)                                    | SUEMITSU & THE SUEMITH                                      | 堂島孝平楽団 (堂島孝平&木暮晋也)                     |
| 8     | チーム カジヒデキ （カジヒデキ、ASH、松田岳二）  | SUGIURUMN                                                   | BEAT CRUSADERS                                       |
| 9     | SPECIAL OTHERS                                   | COOLON                                                      | ET-KING                                              |
| 10    | セカイイチ                                       | タカチャ                                                    | ホフディラン                                         |
| 11    | ガガガSP                                         | the ARROWS                                                  | アルファ                                             |
| 12    | シュノーケル                                     | チャットモンチー                                            | Base Ball Bear                                       |
| 13    | SOFFet                                           | ONE☆DRAFT                                                   | エイジアエンジニア                                   |
| 14    | ZEEBRA DJ KEN-BO                                 | KOHEI JAPAN 童子-T                                          | マボロシ                                             |
| 15    | みうらじゅん 高木完                              | 立花ハジメ 野村訓市                                         | 會田茂一 Leyona                                      |
| 16    | ROCK'A'TRENCH                                    | FLOW                                                        | 勝手にしやがれ                                       |
| 17    | 総集編                                           | 総集編                                                      | 総集編                                               |
| 18    | チーム京都人 （FPM&サワサキヨシヒロ)             | HALFBY FREDO（松野光紀）                                    | TRICERATOPS                                          |
| 19    | 椿屋四重奏                                       | ART-SCHOOL                                                  | DOPING PANDA                                         |
| 20    | WISE＆DJ NON                                     | 日華 Metis                                                  | BIGGA RAIJI                                          |
| 21    | アナログフィッシュ                               | おとぎ話                                                    | フジファブリック                                     |
| 22    | POLYSICS                                         | 大槻ケンヂ(筋肉少女帯)                                      | 掟ポルシェ（ロマンポルシェ。） 猫ひろし              |
| 23    | SEAMO                                            | DEPAPEPE                                                    | ジョン・B・チョッパー(ウルフルズ)                    |
| 24    | 第23回の続き                                     | 第23回の続き                                                | 第23回の続き                                         |
| 25    | RIZE (JESSE&中尾宣弘)                            | KenKen (KenKen&DAG FORCE)                                   | DADAS (金子ノブアキ&井出大介)                        |
| 26    | Romancrew                                        | BAGDAD CAFE THE trench town 韻シスト                        | 犬式 a.k.a. Dogggystyle                              |
| 27    | 奥田民生スペシャル                               | 奥田民生スペシャル                                          | 奥田民生スペシャル                                   |
| 27    | シュノーケル                                     | B-DASH                                                      | GOING UNDER GROUND                                   |
| 28    | かりゆし58                                       | 怒髪天                                                      | 竹内電気                                             |
| 29    | Neoビジュアル系スペシャル                        | Neoビジュアル系スペシャル                                   | Neoビジュアル系スペシャル                            |
| 29    | ナイトメア                                       | ムック                                                      | メリー                                               |
| 30    | 音速ライン                                       | キンモクセイ                                                | 真心ブラザーズ                                       |
| 31    | DJ KAORI DJ YUTAKA                               | 青山テルマ HI-D                                             | Full Of Harmony DJ SANCON                            |
| 32    | 曽我部恵一                                       | エレキコミック                                              | NONA REEVES                                          |
| 33    | ANATAKIKOU                                       | THE COLLECTORS                                              | ZAZEN BOYS                                           |
| 34    | 総集編                                           | 総集編                                                      | 総集編                                               |
| 35    | 音知連 THE NEW YEAR ちなみにVJ大集合スペシャル   | 音知連 THE NEW YEAR ちなみにVJ大集合スペシャル              | 音知連 THE NEW YEAR ちなみにVJ大集合スペシャル       |
| 35    | ピエール瀧(電気GROOVE) 吉村由美（PUFFY）         | ヒダカトオル(BEAT CRUSADERS) ナオ(マキシマム・ザ・ホルモン) | サイトウジュン(YOUR SONG IS GOOD) 浜野謙太(SAKEROCK) |
| 36    | DISCO TWINS                                      | 宇川直宏                                                    | THE HELLO WORKS                                      |
| 37    | APOGEE                                           | UNDER THE COUNTER                                           | the pillows                                          |
| 38    | Mr.BEATS a.k.a.DJ CELORY DJ KEN-BO               | IN BUSINESS (DJ JIN&オーサカ=モノレール)                    | DJ MASTERKEY DJ YUKIJIRUSHI                          |
| 39    | 清春                                             | SNAIL RAMP                                                  | 電撃ネットワーク                                     |
| 40    | RANKIN TAXI                                      | RYO the SKYWALKER DESEM(YARD BEAT)                          | MOOMIN DJ BANA                                       |
| 41    | MAGUMI（LA-PPISCH）                              | ニューロティカ                                              | THE イナズマ戦隊                                     |
| 42    | グランドチャンピオン目前SP (お知らせと総集編)    | グランドチャンピオン目前SP (お知らせと総集編)               | グランドチャンピオン目前SP (お知らせと総集編)        |
| 43    | グランドチャンピオン大会出演者SP VJ;ホフディラン | グランドチャンピオン大会出演者SP VJ;ホフディラン            | グランドチャンピオン大会出演者SP VJ;ホフディラン     |
| 44-46 | 音知連グランドチャンピオン大会                   | 音知連グランドチャンピオン大会                              | 音知連グランドチャンピオン大会                       |

## 内容

### 毎週出題されるもの
早押し8ビートクイズシンプルな早押しクイズ。1問正解ごとに300音知獲得で8問出題される。
逆転ランキングクイズ有名ミュージシャンが独断で製作したランキング順位当て。1位3000音知、それ以下は2000音知、500音知、－1000音知、－2000音知となる。
なお、上記2つのクイズについては、「ちなみに音知」は披露できない。

### ランダムに出題されるもの
以下のクイズの中から毎週4～5問が出題される。問題終了後に「ちなみに音知」を披露する「ちなみにチャンス」という時間が設けられている。
JAPAN音知トピックス国内アーティストに関連した問題。
ワールド音知トピックス海外アーティストに関連した問題。
早押し連想Who are you?クイズ順番に出される関連人物をヒントに、誰のことかを当てる早押しクイズ。
クイズ莉奈に隠させて長崎莉奈のイメージビデオの隙間から見えるPVを当てる早押しクイズ。
LOCK THE PRICEクイズレアグッズやビンテージものなど、3つのアイテムの中から最も高額な商品を当てる。
レジェンドの真実伝説的アーティストのこぼれ話を出題。
クイズ誰かが聞きました雑誌などのメディアが発表したランキングの1位を当てる。
クイズレジェンドに聞きました大御所アーティストに独断でランキングを作ってもらい、その1位を当てる。
クイズ勝手に聞きました番組ホームページで行われたアンケートの1位を当てる。
バンド世界史海外の伝説的バンドに関する出題。出題前に召使いアレキサンダーが伝説的バンドを60秒で説明するので、知らない人でも概略を知ることができるが、フリップを落としたり説明中に携帯電話がなったりと、なにかとグダグダである。
これらの他にもさまざまな種類のクイズがある。正解すると1000音知だが、早押しクイズは最大2500音知で、時間の経過やヒントの数と共に音知が500ずつ下がっていく形式をとっている。

### かつて出題されていたもの
スペシャアーカイヴクイズスペースシャワーTVのアーカイブからの出題。
レジェンド4択クイズ有名ミュージシャンに関するエピソードを4択で出題。
名言!外タレさんクイズ海外の有名な音楽関係者への質問から出題。
ガンバレ!レコ屋のオヤジクイズとある音楽ショップへ取材に行き、そこの店長から出題。
レジェンド穴埋めクイズ有名ミュージシャンに関するエピソードを穴埋め形式で出題。
クイズgooに聞きましたgooユーザー1000人アンケートの結果から出題。
2007年10月をもってgooが協賛から退いたため終了。
クイズ莉奈に合わせて長崎莉奈に「○○といえば?」というお題を出し、その答えを予想する。
クイズ莉奈に吹かせて長崎莉奈の口笛から曲名を当てる。

## 収録事故
- 第22回、第23回の放送分は、夏休みとして、髙島屋玉川店内にあるアレーナホールで特別公開収録として行われた。しかし第23回の収録中、集中豪雨による収録現場を含む広範囲で大停電があり収録がストップしてしまう。その間、せいちゃんJr.はテンションが上がり観客とのトークで盛り上がる。なんとか予備電源などで修復し収録再開はしたものの、二度目の停電が起きまたも中断してしまう。その後復帰しなんとか収録を終える。そのため第23回の放送は停電中のドキュメント版を放送をし、次回に完全版として放送。

## グランドチャンピオン大会 2008
以前から番組内にてせいちゃんJr.が優勝者を集めて真の優勝者を決めようと豪語し、見事に実現。北沢タウンホールにて2月29日に公開収録を行った。

### 出場者
優勝
- チーム京都人（FPM ＆ サワサキヨシヒロ!）＆掟ポルシェ

決勝戦敗退
- NONA REEVES　＆和田唱(TRICERATOPS)
- キャプテンストライダム ＆ワタナベイビー

3回戦敗退
- 椿屋四重奏
- ホフディラン
- SNAIL RAMP
- nobodyknows+
- ニューロティカ

2回戦敗退
- 175R
- 竹内電気
- 青山テルマ & HI-D
- アナログフィッシュ
- DADAS & RIZE
- Scoobie Do
- THE HELLO WORKS
- 10-FEET
- 日華 ＆ Metis
- BAGDAD CAFE THE trench town & 韻シスト
- エイジアエンジニア
- TRICERATOPS
- みうらじゅん & 高木完
- 勝手にしやがれ
- メリー

1回戦敗退
- スペシャボーイズジャパン（サイトウジュン & 浜野謙太）
- 掟ポルシェ＆猫ひろし
- ZAZEN BOYS
- SUGIURUMN

### ちなみに
- 決勝戦出場チーム、それぞれお助け仲間を敗者組から指名することができる。
- 決勝戦のクイズ出題者は、ジミー・ペイジ、高橋まこと、ZEEBRA。
- 10-FEETは収録日当日に新潟でライヴがあり、リハーサルを中止して番組収録に臨んだ。

## スタッフ
- 構成・堀雅人、竹村武司、オカモト"MOBY"タクヤ（Scoobie Do）
- TP・三浦周治
- SW・米田博之
- カメラ・小林豊、中村佳央、須川真也
- LD・河原真一、逸見敏之
- VE・横島和広
- MIX・土岐和弘
- EED・鬼澤早苗
- MA・宗義純
- 技術協力・629、Quatte
- TK・橘京子
- VTR・溝口敦子
- ART・Sanchez
- AA・押川大二郎
- OG・北島麻里子
- SD・池田貴史（SUPER BUTTER DOG/100s/レキシ）
- SE・江頭公平
- スタイリスト・宇山弥和子
- ヘアメイク・鍋島亜紀子
- 衣装協力・SNIDEL
- AD・山川善子・佐藤綾子
- ディレクター・村尾輝忠（THIRD CULTURE）、上田芳郎
- AP・小川典子
- プロデューサー・北岡一哲（SSTV）、光岡太郎（SSTV）

## 放送時間
- 木曜21:00～22:00（初回）
- 土曜25:00～26:00
- 火曜13:00～14:00
- 水曜24:00～25:00